# Tip 59
Tip 59, kineski glavni borbeni tenk razvijen na osnovi sovjetskog T-54/55. Sporazumom o pomoći iz 1950-ih, SSSR je Kini pomogao u pokretanju vlastitog tenkovskog programa. Prvih nekoliko primjeraka sastavljeno je uz pomoću uvezenih dijelova, dok je 1959. krenula proizvodnja sa sve kineskim komponentama pod oznakom Tip 59.

## Inačice
Tip 59
osnovna inačica.
Tip 59-I
ugrađen novi top, laserski daljinomjer i hidraulički servo sustav.